# Krayola Records
Krayola Records is een platenmaatschappij die muziek, doe-het-zelf covers en video's aanbiedt. Werken kunnen   gratis worden gedownload onder Creative Commons licenties. De muziek op het label is met name ambient, drone, maar ook elektronica, spacerock en noise. Krayola Records is opgericht in de herfst van 2004.
De albumhoezen zijn ontworpen door Claire Moreux van Digital Baobab. Tekeningen zijn makkelijk, en legaal te reproduceren met kleurpotloden.
Artiesten:
- Margrave Ruediger vs Trombone
- Julien Harpagès
- Romain Kronenberg